# Adrian Legg
Adrian Legg (Londra, 16 maggio 1948) è un chitarrista britannico.

## Biografia
Da bambino iniziò a studiare l'oboe spinto dalla pressione dei parenti, ma ben presto a 15 anni il suo interesse si spostò sulla chitarra acustica ed in genere su tutti gli strumenti a corde.

Legg suona la chitarra in fingerstyle mescolando tecniche interpretative acustiche delle più varie, spesso suona pezzi completamente in arpeggio, tipici della chitarra classica.
Fa uso esteso delle accordature alterate e del capotasto mobile.

Recentemente è stato pioniere delle tecnologie midi applicate alla chitarra acustica.

Il suo ultimo album, Inheritance, è caratterizzato da un uso esteso delle chitarre sintetizzate e di suoni campionati, in contrasto con il precedente album acustico Guitar Bones.
Nei primi anni '70 Legg, vinse una competizione indetta della oggi defunta Guitar Magazine, che lo porta poi a scrivere alcuni articoli per la rivista stessa.

Da allora il suo talento tecnico produsse una innumerevole quantità di articoli per varie riviste musicali inglesi, culminati poi nella pubblicazione di Customising your electric guitar nel 1981.

Tra il 1979 e il 1981 lavorò come tecnico presso la Rose Morris Ltd, che allora trattava amplificatori Marshall, chitarre Ovation e Takamine e progettò dei circuiti passivi per rilanciare le chitarre Vox. Nel 1990 fu coinvolto nella progettazione del Trace Acoustic, uno degli amplificatori per chitarra acustica di maggior successo, continuando poi a mantenere rapporti con l'industria degli strumenti musicali.
I successi sono arrivati ininterrottamente dopo la pubblicazione del suo primo album in USA, Guitars and Other Cathedrals pubblicato nel 1990: Wine Women and Waltz fu eletto Miglior Album di Chitarra dai lettori di Guitar Player, Guitar for Mortals del 1992 e Mrs Crowe's Blues del 1993 ottennero il premio come Miglior Album Acustico nei rispettivi anni di pubblicazione.

Venne eletto Chitarrista Acustico del Decennio da England' Guitarist.

Ha fatto parte del G3 di Joe Satriani nei tour Europei.

## Discografia
- 1976 - All Round Gigster (Guitarist Magazine (special project))
- 1983 - Technopicker (Spindrift Records)
- 1985 - Fretmelt (Spindrift Records)
- 1986 - Lost for Words (Making Waves Records)
- 1990 - Guitars & Others Cathedrals (Relativity Records)
- 1992 - Guitar for Mortals (Relativity Records)
- 1993 - Wine, Women & Waltz (Relativity Records)
- 1993 - Mrs. Crowe's Blue Waltz (Relativity Records)
- 1994 - High Strung Tall Tales (Relativity Records)
- 1997 - Waiting for a Dancer (Red House Records)
- 1999 - Finger & Thumbs (Red House Records)
- 2003 - Guitar Bones (Favored Nations Acoustic)
- 2004 - Inheritance (Favored Nations Acoustic)